# Chayaguan
El recinto de Chayaguan es una zona ubicada en el Cantón Pallatanga en la Provincia de Chimborazo (Ecuador).
Se encuentra a una altura geográfica de 1265 metros sobre el nivel del mar, es un recinto que acoge a 90 habitantes, su gente se dedica a la producción de granos y frutas para comercializarlas en las grandes ciudades del país, una de las frutas que tiene más acogida en el mercado es la mora la cual es cultivada en este recinto.
Las fiestas del patrón del recinto se celebran el 25 de diciembre de cada año. El patrón de Chayaguan es el Niño Jesús y cada año se realiza una procesión en su honor.
También se celebran otras fiestas en el 10 de agosto donde se realizan diferentes actividades deportivas como los clásicos partidos de fútbol entre los equipos de Quito, Guayaquil, Riobamba, Bucay. También se hace la elección de la señorita Luz de América y en la noche se realizan bailes hasta la madrugada.
- Datos: Q8345112